# Roślinność strefowa
Roślinność strefowa, roślinność zonalna – formacje roślinne charakterystyczne dla danej strefy klimatycznej, najbardziej rozpowszechnione, dojrzałe i trwałe, tożsame ze zbiorowiskiem klimaksowym dla danej strefy.
Roślinność zonalna rozmieszczona jest na kuli ziemskiej przede wszystkim zgodnie z gradientem termicznym (od równika aż do stref polarnych) oraz z zawierającym się w poszczególnych strefach termicznych gradientem wilgotnościowym. W miejscach krzyżowania się korzystnych dla obu gradientów warunków występują zbiorowiska najbardziej skomplikowane czyli przede wszystkim lasy, podczas gdy w miarę pogarszania się warunków zaczynają przeważać coraz prostsze aż do pustyń. Przykładami roślinności strefowej są wiecznie zielone wilgotne lasy równikowe występujące w strefie gorącej, wilgotnej a w naszej strefie lasy liściaste zrzucające liście na zimę.
Dodatkowo w każdej strefie klimatycznej występują również formacje roślinne niemające charakteru zonalnego. Są to formacje:
- azonalne,
- intrazonalne,
- ekstrazonalne.